# Trimerotropis pseudofasciata
Trimerotropis pseudofasciata är en insektsart som beskrevs av Scudder, S.H. 1876. Trimerotropis pseudofasciata ingår i släktet Trimerotropis och familjen gräshoppor. Inga underarter finns listade i Catalogue of Life.